# Афинская равнина
Афинская равнина (греч. Αθηναϊκό πεδίο) — низменность в Греции. Расположена в Аттике. Равнина полностью занята мегаполисом Афинами. Застроена и является самым густонаселённым географическим районом в Греции. Ограничена с запада горой Эгалео, с северо-запада — Пойкилоном, с севера — Парнисом, с северо-востока — Пенделиконом, с востока — Имитосом, на юге — заливом Сароникос. Самая крупная река — Кифисос, протяженностью с севера на юг 27 километров. По реке проходит автострада 1.

## История
Современного побережья прежде не существовало, южная часть равнины до Мосхатона была покрыта мезокайнозойским океаном Неотетис. В конце третичного периода образовалась восточная часть побережья, а на западе — крупный остров. В четвертичном периоде река Кифисос медленно сформировала аллювиальными отложениями побережье бухты Фалирон, которое существует в современном виде с доисторического времени, о чём свидетельствуют археологические находки поселений и кладбищ того времени. Остров превратился в Пирейский полуостров. В значительной степени низменность близ Пирея на месте района Неон-Фалирон, известная как Галипед («Морская равнина»), была всё ещё покрыта водой в классический период, о чём пишет Гарпократион. Эта низменность и в настоящее время затапливается во время проливных дождей.
Активное градостроительство в первые годы после Второй мировой войны стёрло границы между отдельными жилыми участками и превратило равнину в единый жилой комплекс. Три обширных лесных участка в пригородах (Парнис, Пенделикон и Имитос) стремительно сокращаются из-за пожаров и землеотведения. Застроены земли сельскохозяйственного назначения, ранее покрывавшие большую часть равнины.
В последние десятилетия мегаполис растёт за пределами равнины за счёт Западной Аттики и равнины Месогея в Восточной Аттике.

Карта Афинской равнины в античности